# Diplopeltis petiolaris
Diplopeltis petiolaris là một loài thực vật có hoa trong họ Bồ hòn. Loài này được F.Muell. ex Benth. mô tả khoa học đầu tiên năm 1863.